# Fiore del deserto (film 2009)
Fiore del deserto (Desert Flower) è un film biografico tedesco del 2009 diretto da Sherry Hormann. I protagonisti sono Liya Kebede, Sally Hawkins e Craig Parkinson, ed è basato sulla autobiografia della modella di origine somala Waris Dirie e distribuito in Italia e in Europa da Ahora Film.

## Trama
Il film è la cronaca del viaggio di Waris Dirie da un contesto di pastori nomadi in Somalia ad una nuova vita e una carriera in Occidente come modella e attivista contro le mutilazioni genitali femminili.

## Premi
- Festival internazionale del cinema di San Sebastián 2009